# Монтекорвино Ровела
Монтекорвѝно Ровѐла (на италиански: Montecorvino Rovella; на неаполитански: Ruella, Руела) е град и община в Южна Италия, провинция Салерно, регион Кампания. Разположен е на 295 m надморска височина. Населението на общината е 12 633 души (към 2010 г.).